# اویولی
نوکَت (پیشتر: اویولی) یک شهرک در شمال غربی تاجیکستان است که در ولایت سغد واقع شده‌است.